# Aston Martin F1 Team
Aston Martin Aramco Cognizant Formula One Team és una escuderia anglesa de Fórmula 1 amb seu al Regne Unit propietat de AMR GP que va fer el seu debut en la temporada 2021. Substituint a Racing Point F1 Team per promocionar a Aston Martin. Aston Martin ja havia participat anteriorment a la Formula 1 en les temporades 1959 i 1960.

## Història

### Primera etapa (1959-1960)
Aston Martin va entrar per primera vegada a la Fórmula 1 amb el DBR4, el seu primer cotxe de carreres de rodes obertes. El DBR4 es va construir i provar per primera vegada el 1957, però no va debutar en la Fórmula 1 fins al 1959. Aquest retard va ser causat perquè l'empresa va prioritzar el desenvolupament del cotxe esportiu DBR1, que va guanyar les 24 Hores de Le Mans de 1959. Al debutar al campionat mundial del DBR4 al Gran Premi d'Holanda, s'havia quedat obsolet i va lluitar pel ritme contra els seus competidors, amb Carroll Shelby i Roy Salvadori classificant-se en 10è i 13è lloc respectivament de 15. Salvadori es va retirar de la carrera en les primeres voltes amb una fallada en el motor, amb el cotxe de Shelby patint la mateixa sort més tard a la carrera.
L'Aston Martin DBR4 que va ser conduït per Roy Salvadori i Carroll Shelby.
La següent entrada de l'equip va arribar al Gran Premi Britànic on Salvadori va sorprendre classificant-se en 2n lloc. Al principi de la carrera, un dels magnetos d'encesa de Shelby va fallar, perjudicant el ritme del seu cotxe. El segon magneto va fallar al final de la carrera, provocant la seva retirada. Salvadori només va poder mantenir-se en el sisè lloc, perdent per poc un final de punts. Al Gran Premi de Portugal, ambdós cotxes van evitar problemes per acabar 6è i 8è però encara no van aconseguir punts. L'última entrada d'Aston Martin de la temporada va ser el Gran Premi d'Itàlia on tots dos cotxes van continuar lluitant, classificant-se només en els llocs 17 i 19. Durant la cursa, Salvadori havia arribat fins al 7è abans de patir una fallada en el motor mentre Shelby tornava a casa per acabar 10è. El cotxe estava molt obsolet pels seus rivals i no va aconseguir cap punt.
Aston Martin va construir el DBR5 per competir a la temporada de 1960. El DBR5 es basava en el seu predecessor, però era més lleuger i comptava amb una suspensió independent. No obstant això, el cotxe tenia un motor pesat a la part davantera i regularment era superat pels cotxes més comuns amb motor posterior. La primera entrada de l'equip de la temporada va arribar al Gran Premi d'Holanda, però el DBR5 encara no estava preparat per competir. Com a resultat, només Salvadori va entrar a la carrera, conduint el DBR4 de recanvi. Només va poder classificar-se 18è. Tot i que se'ls va permetre començar la cursa, els organitzadors de la cursa van dir a l'Aston Martin que no els cobrarien. L'equip, per tant, es va negar a començar la carrera. Els DBR5 estaven preparats per a la propera cursa de l'equip a Gran Bretanya, amb la participació de Salvadori i Maurice Trintignant. Salvadori es va retirar de la cursa amb problemes de direcció, i Trintignant només va poder acabar 11è, a cinc voltes del líder.
Després d'aquesta sèrie de mals resultats, amb l'equip que no va aconseguir un únic punt de campionat, Aston Martin va abandonar completament la Fórmula 1 després del Gran Premi Britànic per centrar-se en les carreres de cotxes esportius.

### Aston Martin amb Mercedes (2021-2025)
El gener de 2020, una inversió de finançament del propietari de Racing Point, Lawrence Stroll, a Aston Martin, el va veure prendre una participació del 16,7% a l'empresa. Això va donar lloc al canvi de marca comercial del Racing Point F1 Team de Racing Point UK a l'Aston Martin F1 Team per a la temporada 2021. Com a part del canvi de marca, l'equip va canviar el seu color de carrera de rosa BWT per una iteració moderna del verd de carreres britànic d'Aston Martin. Cognizant també es va anunciar com el nou patrocinador principal de l'equip el gener de 2021. L'Aston Martin AMR21 es va presentar el març de 2021 i es va convertir en el primer cotxe Aston Martin anomenat Fórmula 1 després de 61 anys. L'equip competeix amb les unitats de potència de Mercedes, cosa que fa amb els seus diferents noms des de 2009.
Sergio Pérez estava sota contracte per conduir per ells fins al 2022, però va ser substituït pel quatre vegades campió mundial de pilots Sebastian Vettel, que anteriorment va conduir a Ferrari, per al campionat de 2021. Es va unir amb Lance Stroll, fill del propietari Lawrence Stroll per completar la formació de conductors. L'equip també havia fitxat Nico Hülkenberg com a conductor de reserva i desenvolupament.
Vettel va aconseguir el primer podi de l'Aston Martin en acabar segon al Gran Premi d'Azerbaidjan. Vettel va acabar segon de nou al Gran Premi d'Hongria, però va ser desqualificat a causa d'un problema amb la mostra de combustible. El juny de 2021, el director de l'equip, Otmar Szafnauer, va confirmar que l'equip ampliarà la seva plantilla de 535 a 800 empleats. Al setembre de 2021, Aston Martin va confirmar que competirien el 2022 amb una alineació de pilots sense canvis. El gener de 2022, el director de l'equip, Otmar Szafnauer, va marxar després d'haver passat 12 anys amb l'equip. Mike Krack, que abans havia treballat en equips de motor BMW i Porsche, va ser anunciat com el seu substitut el mateix mes. El febrer de 2022, Aramco va ser anunciat com a patrocinador conjunt de l'equip després d'haver aconseguit un acord de col·laboració a llarg termini. El desembre de 2023, Aramco va signar un nou acord de cinc anys per convertir-se en un patrocinador titular exclusiu de l'equip, mentre que Cognizant es mantindria com a soci estratègic.
Vettel es va perdre les dues primeres carreres del 2022 després de donar positiu per COVID-19. Va tornar a la tercera carrera de la temporada al Gran Premi d'Austràlia de 2022. Vettel es va retirar després de la conclusió de la temporada 2022. Fernando Alonso, bicampió del món, és el seu substitut per al 2023 amb un contracte de diversos anys. Stoffel Vandoorne es va unir a l'equip com a nou pilot de proves i reserva, un paper que comparteix amb Felipe Drugovich. Hülkenberg va deixar Aston Martin, tornant com a pilot de F1 a temps complet per a l'equip Haas F1 el 2023.
Aston Martin té una nova fàbrica de 37.000 m2 (400.000 peus quadrats) a la seva base de Silverstone. La construcció va començar el setembre de 2021. La fàbrica compta amb tres edificis interconnectats i es basa en un lloc de 40 acres (16 ha) directament enfront del circuit de Silverstone. L'edifici Un servirà com a edifici principal que allotjarà els recursos de disseny, fabricació i màrqueting de l'equip. L'Edifici Dos reurbanitzarà i reutilitzarà les instal·lacions originals de la fàbrica com a nucli central amb les comoditats del personal i també servirà com a centre logístic. L'Edifici Segon està configurat per albergar el centre de benestar, l'auditori, el simulador i les instal·lacions patrimonials de l'equip, mentre que l'Edifici Tres contindrà el nou túnel de vent. Aston Martin és el sisè constructor diferent que opera des de la base de Silverstone des de 1991.

### Aston Martin amb Honda (2026-)
El 2026, Aston Martin començarà una associació de treball amb el fabricant japonès d'unitats de potència Honda, el programa de F1 del qual serà dirigit per la seva filial d'esports de motor Honda Racing Corporation (HRC). L'associació significa que l'equip rebrà el suport complet de fàbrica d'Honda, incloses les unitats de potència a mida dissenyades específicament per al seu xassís, i els dos socis poden treballar junts per integrar el xassís i la unitat de potència sense compromisos no desitjats. L'estatus d'equip d'obres sovint es considera necessari perquè un equip es converteixi en un autèntic candidat al títol. En aquest moment, l'equip amb seu a Silverstone haurà utilitzat els motors Mercedes dels clients durant disset temporades del 2009 al 2025. L'equip va fer servir anteriorment motors Mugen-Honda entre 1998 i 2000 i unitats Honda completes el 2001 i el 2002, quan es coneixia com Jordan i també l'equip va dirigir anteriorment el fabricant de motors amb llicència japonesa el 2005-2006, quan Toyota va subministrar els motors dels seus clients a Jordan després de la marca Midland. A més, l'equip amb seu a Silverstone produirà el seu propi paquet de caixa de canvis de transmissió per primera vegada. Adrian Newey, que havia abandonat Red Bull Racing el maig de 2024, s'ha d'incorporar a Aston Martin l'1 de març de 2025, a temps per a la normativa de 2026. També es va revelar que Newey es va convertir en accionista d'Aston Martin.

## Resultats
| 1959                                                      | Aston Martin                                   | DBR4      | Aston Martin RB6 2.5 L6             | Plantilla:Avon D | N/D      | N/D | Roy Salvadori Carroll Shelby                      | N/D     | N/D     |
| 1960                                                      | Aston Martin                                   | DBR4 DBR5 | Aston Martin RB6 2.5 L6             | D                | N/D      | N/D | Roy Salvadori Maurice Trintignant                 | N/D     | N/D     |
| 1961 – 2020: Aston Martin no competeix com a constructor. |                                                |           |                                     |                  |          |     |                                                   |         |         |
| 2021                                                      | Aston Martin Cognizant Formula One Team        | AMR21     | Mercedes M12 E Performance 1.6 V6 t | P                | Petronas | N/D | Lance Stroll Sebastian Vettel                     | 77      | 7è      |
| 2022                                                      | Aston Martin Aramco Cognizant Formula One Team | AMR22     | Mercedes M13 E Performance 1.6 V6 t | P                | Petronas | N/D | Lance Stroll · Sebastian Vettel · Nico Hülkenberg | 55      | 7è      |
| 2023                                                      | Aston Martin Aramco Cognizant Formula One Team | AMR23     | Mercedes M14 E Performance 1.6 V6 t | P                | Petronas | N/D | Lance Stroll Fernando Alonso                      | 280     | 5è      |
| 2024                                                      | Aston Martin Aramco Cognizant Formula One Team | AMR24     | Mercedes M15 E Performance 1.6 V6 t | P                | Petronas | N/D | Lance Stroll Fernando Alonso                      | En curs | En curs |